# Człowiek z lodowca
Człowiek z lodowca (org. Iceman) – amerykański dramat s-f z 1984 w reżyserii Freda Schepisiego.

## Opis fabuły
Grupa naukowców wydobywa z lodowca na Arktyce zamarzniętego Neandertalczyka i poddaje go rozmrożeniu, przekonana, że ma do czynienia z martwym organizmem. Podczas dehibernacji okazuje się jednak, że człowiek sprzed tysięcy lat odzyskuje funkcje życiowe. Dzięki naturalnemu krioprotektorowi jego komórki nie uległy zniszczeniu i udaje się go ożywić.
Pomiędzy naukowcami wybucha konflikt – większość z nich nie traktuje ożywionego Neandertalczyka jako człowieka tylko jako znalezisko – chcą go poddać gruntownym badaniom, jak sami mówią "pokroić na kawałki". Tylko jeden z nich – Shephard, który nosi się jak Eskimos i nie dba o karierę, dostrzega w znalezisku żywego człowieka i jest przeciwny jakimkolwiek inwazyjnym metodom badawczym.
Udaje się osiągnąć konsensus – znaleziony Neandertalczyk, ochrzczony potocznie imieniem Charlie zostaje umieszczony w olbrzymim wiwarium, gdzie stworzone mu zostają optymalne warunki pierwotnej egzystencji, może nawet polować na dziką zwierzynę. Stan ten nie trwa jednak długo, pewnego dnia Charlie odkrywa coś nienaturalnego – przewód wodny w strumieniu i instalację nawodniającą. Zdezorientowany wpada w szał i naukowcy muszą go uśpić.
Kolejną próbą podtrzymania eksperymentu jest wejście Shepharda do wiwarium i nawiązanie bezpośredniego kontaktu poprzez zamieszkanie razem z Charliem. Ceną tego konsensusu są dalsze badania nad Charliem przez grupę dr. Singe, kiedy Neandertalczyk zasypia. Z czasem jaskiniowiec zauważa jednak, że dzieje się z nim coś dziwnego, odkrywa na swoim ciele ślady po nakłuciach, biopsjach itp. Zaczyna sobie uświadamiać, że Shephard, pomimo że podobny do niego z wyglądu (długie włosy, broda i wąsy), nie jest taki jak on, coraz bardziej zaczyna dostrzegać również "sztuczność" świata w którym go umieszczono.
Pewnego razu dostrzega przez szklany sufit wiwarium śmigłowiec, który mylnie bierze za swojego boga-ptaka Pitę. Podglądając w jaki sposób Shephard wychodzi z wiwarium, udaje mu się zbiec. Ucieczka kończy się niefortunnie – w panice, odkryty przez jednego z naukowców w laboratorium, rani go swoją drewnianą dzidą. Cały eksperyment pogrąża się w coraz większym impasie. Neandertalczyka nie można dłużej trzymać w wiwarium, bowiem ten zorientował się już w nienaturalności swojego świata, popada w apatię, jest niebezpieczny dla otaczających go ludzi bo ich nie akceptuje jako obcych. Wszyscy zastanawiają się co robić dalej. Shephard postanawia działać na własną rękę – wykrada jaskiniowca z wiwarium i udaje się z nim w wędrówkę przez lodową pustynię. Nie wiadomo dokąd zmierzają, jednak w pewnym momencie rozdziela ich olbrzymia szczelina w lodowcu.
W tym samym czasie w bazie odkryto już ucieczkę i rozpoczynają się poszukiwania. Bierze w nich udział również helikopter, który w pewnym  momencie schodzi na tyle nisko, ze Charlie jest w stanie uchwycić się jego płozy. Piloci, nieświadomi człowieka wiszącego u ich helikoptera, wznoszą się coraz wyżej. Uszczęśliwiony Neandertalczyk, z imieniem swojego boga na ustach puszcza się płozy, spadając w dół.

## Role
- Timothy Hutton – Shephard
- John Lone – Charlie (człowiek z lodowca)
- Lindsay Crouse – dr Brady
- Josef Sommer – Whitman
- David Strathairn – dr Singe
- Philip Akin – dr Vermeil
- Danny Glover – Loomis
- Amelia Hall – Maynard
- Richard Monette – Hogan
- James Tolkan – Maynard